# Séamus Kirk
Séamus Kirk (* 26. April 1945 in Drumkeith, County Louth) ist ein irischer Politiker der Fianna Fáil.

## Biografie
Kirk, der von Beruf Landwirt ist, wurde 1982 erstmals zum Mitglied des Unterhauses (Dáil Éireann) gewählt und vertritt dort nach sechs Wiederwahlen seitdem den Wahlkreis Louth.
Nach dem Wahlsieg der Fianna Fáil bei den Unterhauswahlen 1987 wurde er von Premierminister (Taoiseach) Charles J. Haughey am 10. März 1987 zum Staatsminister im Ministerium für Landwirtschaft und Ernährung berufen und behielt dieses Amt eines „Juniorministers“ bis zum Ende von Haugheys Amtszeit am 11. Februar 1992. Während dieser Zeit fiel zuletzt auch der Gartenbau in seinen Zuständigkeitsbereich.
Zwischen dem 10. Dezember 1997 und 2002 war er Vorsitzender des Unterhausausschusses für Europaangelegenheiten.
Vom 13. Oktober 2009 bis 9. März 2011 war er als Nachfolger des wegen umstrittener Spesenabrechnungen zurückgetretenen John O’Donoghue Präsident (Ceann Comhairle) des Unterhauses.